# Eduardo Rubio
Eduardo Javier Rubio Köstner (Chuquicamata, 7 de noviembre de 1983) es un exfutbolista chileno que jugaba de delantero. Su último club fue Lota Schwager. Actualmente trabaja en las divisiones inferiores de Colo-Colo.

## Biografía
Eduardo Javier Rubio Köstner nació el 7 de noviembre en el campamento minero de Chuquicamata, cercano a Calama, mientras que su padre, el futbolista Hugo Rubio, jugaba en Cobreloa. Más adelante, con su familia se fue a vivir a Santiago, ya que su padre tuvo que jugar por Colo-Colo en 1986. Además Rubio también estudió en el Colegio Alemán de Santiago.
A los 15 años, Rubio inició su carrera en las divisiones inferiores de Colo-Colo, siguiendo así los pasos de su padre. Sin embargo, en 1999 Rubio se fue a Universidad Católica, en donde fue promovido al primer equipo el año 2002.

## Carrera
El 27 de octubre de 2002, Rubio debutó contra la Unión Española, habiendo jugado 45 minutos. En esa temporada también había jugado contra el Audax Italiano y Cobreloa, lo que significaba que Rubio había tenido un buen progreso en esa temporada y que empezaría a ser tomado en cuenta en las futuras temporadas.
Luego, en 2003, definitivamente llegó su gran oportunidad bajo las órdenes del nuevo técnico Óscar Meneses, Rubio tuvo mayores chances de jugar, y conquistó la titularidad, tanto en el torneo local como en la Copa Libertadores 2003. En esa temporada marcó su primer gol en el profesionalismo, en el empate 1-1 frente a Colo-Colo, un 22 de febrero de 2003, y obtuvo la Liguilla Pre-Sudamericana (Chile).
Tras el 2006, donde convirtió dos goles en el triunfo de Universidad Católica en el Estadio Monumental por 3-2 ante Colo-Colo, equipos del extranjero se fijaron en él desde Europa y Argentina, pero al final decidió fichar en el Cruz Azul, uno de los cuadros más grandes de México en donde continuó su carrera.
En el año 2007, luego de un desastroso paso por el Cruz Azul, en donde no convirtió goles y jamás logró obtener la titularidad. Desde ese entonces Rubio no estaba en los planes del Cruz Azul, y partió a préstamo a Colo-Colo a mediados de 2007. Durante el torneo Torneo de Clausura, Rubio tuvo un regular paso por Colo-Colo, jugando frecuentemente los partidos de titular, también frecuentemente haciendo goles y siendo campeón del torneo, y esto también le ayudó para recuperar su nivel en la Selección Chilena. En 2008, Rubio seguía en el equipo albo, pero teniendo un muy pobre rendimiento a mediados de 2008, el jugador se desvinculó de Colo-Colo.
Debido a la desvinculación de Rubio con Colo-Colo, el jugador volvió al club dueño de su pase, el Cruz Azul, pero debido a que el jugador no estaba en sus planes, el jugador partió a préstamo al FC Basel de Suiza. Luego, al volver de Suiza a mediados de 2009, Rubio nuevamente no estuvo en los planes de Cruz Azul, por lo que Rubio ahora terminó contrato con el club.
En 2009, Rubio se unió a la Unión Española para jugar el Torneo de Clausura y la Copa Sudamericana, pero el jugador tuvo un paso bastante irregular, debido a una serie de lesiones que lo obligaron a perderse la mayoría de los dos torneos. El 13 de diciembre de 2009, Rubio tuvo una ruptura en el tendón de Aquiles, que lo obligó a estar 6 meses fuera de las canchas.
En 2014 se integra a las filas de Lota Schwager.

## Selección chilena
Eduardo Rubio ha jugado 13 partidos por la selección, conviertiendo 3 goles: 2 a Nueva Zelanda y 1 a Austria.

### Participaciones en Clasificatorias a Copas del Mundo
| Eliminatorias                | País      | Resultado    | Posición | Partidos |
| ---------------------------- | --------- | ------------ | -------- | -------- |
| Eliminatorias Alemania 2006  | Alemania  | No clasificó | 7.º      | 1        |
| Eliminatorias Sudáfrica 2010 | Sudáfrica | Clasificado  | 2.º      | 4        |

## Estadísticas
Actualizado al último partido disputado el 27 de abril de 2014.
| Club |                     | Temporada           | Liga  | Liga  | Copas nacionales(1) | Copas nacionales(1) | Torneos internacionales(2) | Torneos internacionales(2) | Total | Total | Media goleadora(3) |
| Club | Part.               | Temporada           | Goles | Part. | Goles               | Part.               | Goles                      | Part.                      | Goles |       | Media goleadora(3) |
| --- | ------------------- | ------------------- | ----- | ----- | ------------------- | ------------------- | -------------------------- | -------------------------- | ----- | ----- | ------------------ |
| Universidad Católica · Chile | 1.ª                 | 2002                | 4     | 0     | —                   | —                   | —                          | —                          | 4     | 0     | 0.0                |
| Universidad Católica · Chile | 1.ª                 | 2003                | 22    | 2     | —                   | —                   | 7                          | 0                          | 29    | 2     | 0.07               |
| Universidad Católica · Chile | 1.ª                 | 2004                | 32    | 8     | —                   | —                   | —                          | —                          | 32    | 8     | 0.25               |
| Universidad Católica · Chile | 1.ª                 | 2005                | 34    | 9     | —                   | —                   | 10                         | 3                          | 44    | 12    | 0.27               |
| Universidad Católica · Chile | 1.ª                 | 2006                | 36    | 8     | —                   | —                   | 5                          | 0                          | 41    | 8     | 0.2                |
| Universidad Católica · Chile | Total club          | Total club          | 128   | 27    | 0                   | 0                   | 22                         | 3                          | 150   | 30    | 0.2                |
| Cruz Azul · México | 1.ª                 | 2007                | 9     | 0     | —                   | —                   | —                          | —                          | 9     | 0     | 0.00               |
| Cruz Azul · México | Total club          | Total club          | 9     | 0     | 0                   | 0                   | 0                          | 0                          | 9     | 0     | 0.00               |
| Colo-Colo · Chile | 1.ª                 | 2007                | 20    | 5     | —                   | —                   | 4                          | 1                          | 24    | 6     | 0.25               |
| Colo-Colo · Chile | Total club          | Total club          | 20    | 5     | 0                   | 0                   | 4                          | 1                          | 24    | 6     | 0.25               |
| FC Basel · Suiza | 1.ª                 | 2008-09             | 6     | 1     | —                   | —                   | 3                          | 0                          | 21    | 7     | 0.11               |
| FC Basel · Suiza | Total club          | Total club          | 6     | 1     | 0                   | 0                   | 3                          | 0                          | 9     | 1     | 0.11               |
| Unión Española · Chile | 1.ª                 | 2009                | 7     | 1     | —                   | —                   | 2                          | 0                          | 9     | 1     | 0.11               |
| Unión Española · Chile | 1.ª                 | 2010                | 8     | 0     | —                   | —                   | —                          | —                          | 8     | 0     | 0.00               |
| Unión Española · Chile | Total club          | Total club          | 15    | 1     | 0                   | 0                   | 2                          | 0                          | 17    | 1     | 0.06               |
| Deportes La Serena · Chile | 1.ª                 | 2011                | 26    | 3     | 3                   | 1                   | —                          | —                          | 29    | 4     | 0.14               |
| Deportes La Serena · Chile | 1.ª                 | 2012                | 15    | 2     | 2                   | 0                   | —                          | —                          | 17    | 2     | 0.12               |
| Deportes La Serena · Chile | Total club          | Total club          | 41    | 5     | 5                   | 1                   | 0                          | 0                          | 46    | 6     | 0.13               |
| Lota Schwager · Chile | 2.ª                 | 2013                | 12    | 1     | 0                   | 0                   | —                          | —                          | 12    | 1     | 0.08               |
| Lota Schwager · Chile | Total club          | Total club          | 12    | 1     | 0                   | 0                   | 0                          | 0                          | 12    | 1     | 0.08               |
| Total en su carrera | Total en su carrera | Total en su carrera | 231   | 40    | 5                   | 1                   | 31                         | 4                          | 267   | 45    | 0.17               |
| (1) Incluye datos de Copa Chile. (2) Incluye datos de Copa Libertadores, Copa Sudamericana. (3) No incluye goles en partidos amistosos. |                     |                     |       |       |                     |                     |                            |                            |       |       |                    |

## Palmarés

### Campeonatos nacionales
| Título           | Club                 | País  | Año    |
| ---------------- | -------------------- | ----- | ------ |
| Primera División | Universidad Católica | Chile | 2005-C |
| Primera División | Colo-Colo            | Chile | 2007-C |

### Capitán de Universidad Católica
| Predecesor: Cristián Álvarez | Capitán de Universidad Católica 2005 - 2006 | Sucesor: José María Buljubasich |